# Jonás Gómez Gallo
Jonás Gómez Gallo (Antofagasta, 12 de julio de 1923-Santiago, 24 de junio de 2019) fue un empresario y político chileno perteneciente al Partido Radical. Fue diputado y senador por las provincias de Tarapacá y Antofagasta.

## Biografía
Nieto de Pedro León Gallo Goyenechea, político y empresario dueño del mineral de plata de Chañarcillo, Jonás Gómez Gallo realizó sus estudios primarios y secundarios en el Colegio British School de Antofagasta y en el Liceo de Hombres de Antofagasta, incorporándose a los 17 años a trabajar con su padre en la Sociedad Comercial “Segundo Gómez y Compañía” y dos años después, luego de la muerte de éste, se hizo cargo de los negocios familiares. Dicha sociedad se transformó posteriormente en la cadena nacional DIN, que logró establecer 36 tiendas a lo largo de todo Chile, compañía que en 1978 dejó en poder de sus seis hermanos menores. Junto a sus hijos Jonás y Segundo, formó la Comercial e Inmobiliaria Nacional.
Paralelamente a su ejercicio político, se desempeñó como empresario minero, actividad en la cual, durante la década de 1980, comenzó a pensar en torno a la minería del cobre en el norte, a través de Coemin, dueño de la Planta Cerrillos en Tierra Amarilla. En 1982 compró el 51 % de Coemin. En 1986 adquirió la Compañía Minera Agustina, y dio origen a la Minera Carola, importante cuprera en Copiapó. En total, poseía 50 000 hectáreas de propiedades mineras en las regiones de Antofagasta y Atacama. Fue representante del Comité Importador de Antofagasta ante la Asociación de Importaciones en Santiago. En 1945 asumió como director de la Cámara de Comercio de Antofagasta. Consejero del Instituto de Fomento Minero e Industrial de Antofagasta; secretario del Centro para el Progreso de Antofagasta entre 1946 y 1952; secretario de la Comisión de Rehabilitación de la Zona Norte entre 1955 y 1957.
Además, en 1978 asumió como presidente del Banco Israelita de Chile, fundó “Autonor” y fue gerente general para Chile de automóviles Hyundai. El 15 de octubre de 2009, compró la acción de la Bolsa de Comercio de Santiago, que pertenecía a la corredora Serrano; así pasó a integrar el grupo de 45 accionistas de la Bolsa. También tuvo participación en la Clínica Las Condes.
A través de su empresa Comercial e Inmobiliaria Nacional que tiene Casa Matriz en Santiago, fue dueño y accionista de un gran número de compañías, inmuebles y terrenos tanto en las regiones de Antofagasta y Atacama como en el resto del país. Entre ellas, destacan su propiedad sobre el edificio que ocupó el antiguo Cine Nacional de su ciudad natal, la torre Segundo Gómez (Antofagasta), la minera Coemin en Atacama, su acción en la Bolsa de Comercio de Santiago, mientras que tuvo acciones en E-Cl, Hites, La Polar, Concha y Toro, Clínica Las Condes, Lan Airlines y SAAM, entre otras.

## Vida política
En 1948 ingresa al Partido Radical donde no ejerce ningún cargo de dirigente. Se presentó como candidato a diputado en 1957, resultando electo por la Segunda Agrupación Departamental “Antofagasta, Tocopilla, El Loa y Taltal”, período 1957-1961. Integró la Comisión Permanente de Educación Pública; la de Economía y Comercio; la de Hacienda; y la de Minería e Industrias. Además, durante este periodo fue miembro de la Comisión Mixta de Presupuestos y Comisión Especial de Acusación Constitucional, 1959-1960. 
En 1961 fue elegido senador por la Primera Agrupación Provincial “Tarapacá y Antofagasta”, período 1961-1969, integrando la Comisión Permanente de Gobierno; la de Obras Públicas; y la de Economía y Comercio. Miembro del Comité Parlamentario del Partido Radical entre 1964 y 1968. Su trabajo legislativo se focalizó en propiciar la descentralización, autonomía regional e incentivar la economía de las regiones de Antofagasta y Tarapacá y de otras ciudades del norte del país.
Representó a Chile en la Convención Mundial de parlamentarios en Belgrado (1963). Fue invitado a China en el año 1963. En 1964, formó parte de la delegación de senadores chilenos que participaron en la fundación del Parlamento Latinoamericano en Lima.
En 1965 fue miembro de la delegación de parlamentarios que fueron a Tacna y Arica, a la Reunión Interparlamentaria Chileno-Peruana y en 1966 fue miembro de la delegación de parlamentarios chilenos que viajaron a Cuba. 
Entre septiembre y octubre de 1967 realizó gestiones en Londres y Zúrich para el ingreso del Partido Radical a la II Internacional Socialista.
En 1971 se retiró del Partido Radical para integrarse al Partido Izquierda Radical (PIR), el que tras participar por unos meses en el gobierno de la Unidad Popular pasó a la oposición.
En 1989 se presentó como candidato a senador por la 3.ª Circunscripción, Región de Atacama, como independiente en la lista Democracia y Progreso, pero no resultó elegido.
En 2003, el municipio de Antofagasta le otorgó el Ancla de Oro. En 2007, en Soria, con ocasión de cumplirse 100 años de la llegada de Antonio Machado a esa ciudad, recibió el nombramiento de Caminante 2007. En 2008, la Federación de Organizaciones Empresariales Sorianas (FOES) le concedió el título de empresario soriano del exterior.
Fue miembro de una logia masónica, socio del Club de La Unión de Santiago, del Prince of Wales Country Club Chile, de la Asociación Automovilística, del Centro Español y del Club Náutico. Era presidente honorario de la Fundación Tierra Amarilla.

## Historia electoral

### Elecciones parlamentarias de 1969
- Elecciones parlamentarias de 1969, para la 1ª Agrupación Provincial, Tarapacá y Antofagasta.

| Candidato                    | Partido | Votos  | %     | Resultado |
| ---------------------------- | ------- | ------ | ----- | --------- |
| Juan Luis Maurás Novella     | PN      | 7021   | 5,41  |           |
| Manuel Feliú Justiniano      | PN      | 3044   | 2,35  |           |
| Victor Contreras Tapia       | PC      | 18 229 | 14,05 | Senador   |
| Luis Valente Rossi           | PC      | 25 620 | 19,75 | Senador   |
| Ramón Silva Ulloa            | USOPO   | 13 880 | 10,70 | Senador   |
| Jonás Gómez Gallo            | PR      | 10 684 | 8,24  |           |
| Hugo Calderón Campusano      | PR      | 2575   | 1,99  |           |
| Esteban Tomic Romero         | PR      | 186    | 0,14  |           |
| Eduardo Long Alessandri      | PS      | 1732   | 1,34  |           |
| Alejandro Soria Varas        | PS      | 2230   | 1,72  |           |
| Pedro Véliz Araya            | PS      | 321    | 0,25  |           |
| Arnoldo Wunkhaus Ried        | PS      | 579    | 0,45  |           |
| Bosco Parra Alderete         | PDC     | 5715   | 4,41  |           |
| Pedro Muga González          | PDC     | 3177   | 2,45  |           |
| Osvaldo Olguín Zapata        | PDC     | 7585   | 5,85  | Senador   |
| Santiago Gajardo Peillard    | PDC     | 5846   | 4,51  |           |
| Juan de Dios Carmona Peralta | PDC     | 16 856 | 13,00 | Senador   |

### Elecciones parlamentarias de 1989
- Elecciones parlamentarias de 1989 a Senador por Atacama [3]

| Candidato               | Pacto                           | Partido | Votos  | %     | Resultado |
| ----------------------- | ------------------------------- | ------- | ------ | ----- | --------- |
| Ricardo Núñez Muñoz     | Concertación por la Democracia  | PPD     | 36.295 | 33,38 | Senador   |
| Adolfo Zaldívar Larrain | Concertación por la Democracia  | PDC     | 30.933 | 28,44 |           |
| Ignacio Pérez Walker    | Democracia y Progreso           | RN      | 24.147 | 22,20 | Senador   |
| Jonás Gómez Gallo       | Democracia y Progreso           | Ind.    | 12.131 | 11,16 |           |
| Luis Bogdanic Bassi     | Liberal-Socialista Chileno      | PL      | 2.669  | 2,45  |           |
| Elías Óscar Nehme Cerda | Independientes (Fuera de Pacto) | Ind.    | 2.574  | 2,37  |           |